# Melliodendron
Melliodendron é um género botânico pertencente à família Styracaceae.
1. ↑  «Melliodendron — World Flora Online». www.worldfloraonline.org. Consultado em 19 de agosto de 2020